# Ротанов, Алексей Петрович
Алексей Петрович Ротанов (род. 17 марта 1966, Горький) — советский и российский хоккеист, нападающий. Мастер спорта СССР.

## Биография
Воспитанник СДЮШОР «Торпедо» Горький, тренеры Владимир Петрович Садовников и С. П. Мошкаров.
Армейскую службу в сезоне 1984/85 должен быль проходить, играя за клуб высшей лиги СКА Ленинград, но был отправлен в молодёжную команду ЦСКА, с которой стал чемпионом СССР. В следующем сезоне провёл 9 матчей за СКА МВО Калинин в первой лиге. С сезона 1986/87 стал выступать за клуб второй лиги «Сокол» Новочебоксарск. После начала сезона 1989/90 вернулся в «Торпедо». Провёл за клуб семь сезонов. Сезон 1996/97 отыграл за ХК «Воронеж», в следующем сезоне провёл два матча за «Торпедо» и три — за дубль.
Выступал в низших лигах за клубы «Мотор» Заволжье (1998/99), «Североникель» Норильск (2000/01), «Лукойл-Волга» Кстово (202/03 — 2003/04), «Ижорец».
Играл в чемпионате Нижегородской области за ветеранов «Торпедо», «Кстово», «Сеченово», за «Металлург» (Выкса), в Княгинино.
Сын Евгений (род. 1986) окончил школу «Торпедо», на профессиональном уровне не выступал.
Серебряный призёр хоккейного турнира зимней Универсиады 1991 года.